# 涵西街戈氏宅
涵西街戈氏宅位于江苏省泰州市海陵区涵西街32号，五巷-涵西街（稻河）历史文化街区。建筑面积580平方米。明末清初风格。厅屋为硬山顶，面阔10.55 米，进深6.7 米，高 4.9 米。2019年3月20日，涵西街戈氏宅公布为第八批江苏省文物保护单位。